# ZLM Tour 2023
La 34.ª edición de la competición ciclista ZLM Tour fue una carrera de ciclismo en ruta por etapas que se celebró entre el 7 y el 11 de junio de 2023 en los Países Bajos, con inicio en la ciudad de Heinkenszand y final en la ciudad de Oosterhout sobre un recorrido de 745,8 kilómetros.
La carrera formó parte del UCI ProSeries 2023 dentro de la categoría UCI 2.Pro y fue ganada por el neerlandés Olav Kooij del Jumbo-Visma. Completaron el podio, como segundo y tercer clasificado respectivamente, el australiano Samuel Welsford y el neerlandés Nils Eekhoff, ambos del DSM.

## Equipos participantes
Tomaron parte en la carrera 20 equipos: 4 de categoría UCI WorldTeam invitados por la organización, 8 de categoría UCI ProTeam y 8 de categoría Continental. Formaron así un pelotón de 139 ciclistas de los que acabaron 119. Los equipos participantes fueron:
| WorldTeams (4)- Jumbo-Visma - Team DSM - Alpecin-Deceuninck - Astana Qazaqstan Team ProTeams (8)- Burgos-BH - Green Project-Bardiani CSF-Faizanè - Team Corratec-Selle Italia - Eolo-Kometa - Bingoal WB - Team Flanders-Baloise - Q36.5 Pro Cycling Team - Tudor Pro Cycling Team Equipos continentales (8)- À Bloc CT - Metec-Solarwatt p/b Mantel - Volkerwessels Cycling Team - Allinq Continental Cycling Team - TDT-Unibet - Bike Aid - Leopard TOGT Pro Cycling - Beat Cycling Club |
| |

## Recorrido
| Etapa     | Fecha     | Recorrido                   | type                    | Distancia (km) | Desnivel (m) | Ganador          | Líder        |
| --------- | --------- | --------------------------- | ----------------------- | -------------- | ------------ | ---------------- | ------------ |
| Prólogo   | 7 de jun  | Heinkenszand – Heinkenszand | contrarreloj individual | 6,6            | 6 m          | Nils Eekhoff     | Nils Eekhoff |
| 1.ª etapa | 8 de jun  | Westkapelle – 's-Heerenhoek | etapa llana             | 202,5          | 197 m        | Yentl Vandevelde | Nils Eekhoff |
| 2.ª etapa | 9 de jun  | Schijndel – Buchten         | etapa llana             | 184,1          | 336 m        | Jakub Mareczko   | Olav Kooij   |
| 3.ª etapa | 10 de jun | Roosendaal – Roosendaal     | etapa llana             | 194,1          | 218 m        | Arvid de Kleijn  | Olav Kooij   |
| 4.ª etapa | 11 de jun | Oosterhout – Oosterhout     | etapa llana             | 158,5          | 158 m        | Olav Kooij       | Olav Kooij   |

### Prólogo
| Heinkenszand - Heinkenszand | contrarreloj individual | (6,6 km) |

| \| Clasificación de la etapa \| Clasificación de la etapa \| Clasificación de la etapa \| Clasificación de la etapa \| Clasificación de la etapa \| \| Ciclista \| Ciclista \| Equipo \| Tiempo \| \| \| ------------------------- \| ------------------------- \| ------------------------- \| ------------------------- \| ------------------------- \| \| 1.º \| Nils Eekhoff \| Team DSM \| 7 min 27 s \| \| \| 2.º \| Alexander Edmondson \| Team DSM \| + 1 s \| \| \| 3.º \| Olav Kooij \| Jumbo-Visma \| + 1 s \| \| \| 4.º \| Maikel Zijlaard \| Tudor Pro Cycling Team \| + 3 s \| \| \| 5.º \| Samuel Welsford \| Team DSM \| + 4 s \| \| \| 6.º \| Cees Bol \| Astana Qazaqstan Team \| + 6 s \| \| \| 7.º \| Tim Van Dijke \| Jumbo-Visma \| + 8 s \| \| \| 8.º \| Jos van Emden \| Jumbo-Visma \| + 9 s \| \| \| 9.º \| Patrick Eddy \| Team DSM \| + 9 s \| \| \| 10.º \| Noah Vandenbranden \| Team Flanders-Baloise \| + 11 s \| \| |                     |                        |            |
| |                     |                        |            |
| Fuente: ProCyclingStats |                     |                        |            |
| Clasificación de la etapa |                     |                        |            |
| Ciclista | Ciclista            | Equipo                 | Tiempo     |
| 1.º | Nils Eekhoff        | Team DSM               | 7 min 27 s |
| 2.º | Alexander Edmondson | Team DSM               | + 1 s      |
| 3.º | Olav Kooij          | Jumbo-Visma            | + 1 s      |
| 4.º | Maikel Zijlaard     | Tudor Pro Cycling Team | + 3 s      |
| 5.º | Samuel Welsford     | Team DSM               | + 4 s      |
| 6.º | Cees Bol            | Astana Qazaqstan Team  | + 6 s      |
| 7.º | Tim Van Dijke       | Jumbo-Visma            | + 8 s      |
| 8.º | Jos van Emden       | Jumbo-Visma            | + 9 s      |
| 9.º | Patrick Eddy        | Team DSM               | + 9 s      |
| 10.º | Noah Vandenbranden  | Team Flanders-Baloise  | + 11 s     |

| \| Clasificación general \| Clasificación general \| Clasificación general \| Clasificación general \| Clasificación general \| \| Ciclista \| Ciclista \| Equipo \| Tiempo \| \| \| --------------------- \| --------------------- \| ---------------------- \| --------------------- \| --------------------- \| \| 1.º \| Nils Eekhoff \| Team DSM \| 7 min 27 s \| \| \| 2.º \| Alexander Edmondson \| Team DSM \| + 1 s \| \| \| 3.º \| Olav Kooij \| Jumbo-Visma \| + 1 s \| \| \| 4.º \| Maikel Zijlaard \| Tudor Pro Cycling Team \| + 3 s \| \| \| 5.º \| Samuel Welsford \| Team DSM \| + 4 s \| \| \| 6.º \| Cees Bol \| Astana Qazaqstan Team \| + 6 s \| \| \| 7.º \| Tim Van Dijke \| Jumbo-Visma \| + 8 s \| \| \| 8.º \| Jos van Emden \| Jumbo-Visma \| + 9 s \| \| \| 9.º \| Patrick Eddy \| Team DSM \| + 9 s \| \| \| 10.º \| Noah Vandenbranden \| Team Flanders-Baloise \| + 11 s \| \| |                     |                        |            |
| |                     |                        |            |
| Fuente: ProCyclingStats |                     |                        |            |
| Clasificación general |                     |                        |            |
| Ciclista | Ciclista            | Equipo                 | Tiempo     |
| 1.º | Nils Eekhoff        | Team DSM               | 7 min 27 s |
| 2.º | Alexander Edmondson | Team DSM               | + 1 s      |
| 3.º | Olav Kooij          | Jumbo-Visma            | + 1 s      |
| 4.º | Maikel Zijlaard     | Tudor Pro Cycling Team | + 3 s      |
| 5.º | Samuel Welsford     | Team DSM               | + 4 s      |
| 6.º | Cees Bol            | Astana Qazaqstan Team  | + 6 s      |
| 7.º | Tim Van Dijke       | Jumbo-Visma            | + 8 s      |
| 8.º | Jos van Emden       | Jumbo-Visma            | + 9 s      |
| 9.º | Patrick Eddy        | Team DSM               | + 9 s      |
| 10.º | Noah Vandenbranden  | Team Flanders-Baloise  | + 11 s     |

### 1.ª etapa
| Westkapelle - 's-Heerenhoek | etapa llana | (202,5 km) |

| \| Clasificación de la etapa \| Clasificación de la etapa \| Clasificación de la etapa \| Clasificación de la etapa \| Clasificación de la etapa \| \| Ciclista \| Ciclista \| Equipo \| Tiempo \| \| \| ------------------------- \| ------------------------- \| -------------------------- \| ------------------------- \| ------------------------- \| \| 1.º \| Yentl Vandevelde \| TDT-Unibet \| 4 h 21 min 52 s \| \| \| 2.º \| Alexander Konychev \| Team Corratec-Selle Italia \| + 1 s \| \| \| 3.º \| Bert-Jan Lindeman \| VolkerWessels Cycling Team \| + 6 s \| \| \| 4.º \| Emiel Vermeulen \| BEAT Cycling Club \| + 6 s \| \| \| 5.º \| Martijn Rasenberg \| À Bloc CT \| + 6 s \| \| \| 6.º \| Samuel Welsford \| Team DSM \| + 6 s \| \| \| 7.º \| Arvid de Kleijn \| Tudor Pro Cycling Team \| + 6 s \| \| \| 8.º \| Matteo Malucelli \| Bingoal WB \| + 6 s \| \| \| 9.º \| Olav Kooij \| Jumbo-Visma \| + 6 s \| \| \| 10.º \| Manuel Peñalver \| Burgos-BH \| + 6 s \| \| |                    |                            |                 |
| |                    |                            |                 |
| Fuente: ProCyclingStats |                    |                            |                 |
| Clasificación de la etapa |                    |                            |                 |
| Ciclista | Ciclista           | Equipo                     | Tiempo          |
| 1.º | Yentl Vandevelde   | TDT-Unibet                 | 4 h 21 min 52 s |
| 2.º | Alexander Konychev | Team Corratec-Selle Italia | + 1 s           |
| 3.º | Bert-Jan Lindeman  | VolkerWessels Cycling Team | + 6 s           |
| 4.º | Emiel Vermeulen    | BEAT Cycling Club          | + 6 s           |
| 5.º | Martijn Rasenberg  | À Bloc CT                  | + 6 s           |
| 6.º | Samuel Welsford    | Team DSM                   | + 6 s           |
| 7.º | Arvid de Kleijn    | Tudor Pro Cycling Team     | + 6 s           |
| 8.º | Matteo Malucelli   | Bingoal WB                 | + 6 s           |
| 9.º | Olav Kooij         | Jumbo-Visma                | + 6 s           |
| 10.º | Manuel Peñalver    | Burgos-BH                  | + 6 s           |

| \| Clasificación general \| Clasificación general \| Clasificación general \| Clasificación general \| Clasificación general \| \| Ciclista \| Ciclista \| Equipo \| Tiempo \| \| \| --------------------- \| --------------------- \| --------------------- \| --------------------- \| --------------------- \| \| 1.º \| Nils Eekhoff \| Team DSM \| 4 h 29 min 25 s \| \| \| 2.º \| Alexander Edmondson \| Team DSM \| + 1 s \| \| \| 3.º \| Olav Kooij \| Jumbo-Visma \| + 1 s \| \| \| 4.º \| Samuel Welsford \| Team DSM \| + 4 s \| \| \| 5.º \| Cees Bol \| Astana Qazaqstan Team \| + 6 s \| \| \| 6.º \| Tim Van Dijke \| Jumbo-Visma \| + 15 s \| \| \| 7.º \| Joren Bloem \| TDT-Unibet \| + 20 s \| \| \| 8.º \| Robbe Ghys \| Alpecin-Deceuninck \| + 22 s \| \| \| 9.º \| Hartthijs de Vries \| TDT-Unibet \| + 22 s \| \| \| 10.º \| Mark Cavendish \| Astana Qazaqstan Team \| + 23 s \| \| |                     |                       |                 |
| |                     |                       |                 |
| Fuente: ProCyclingStats |                     |                       |                 |
| Clasificación general |                     |                       |                 |
| Ciclista | Ciclista            | Equipo                | Tiempo          |
| 1.º | Nils Eekhoff        | Team DSM              | 4 h 29 min 25 s |
| 2.º | Alexander Edmondson | Team DSM              | + 1 s           |
| 3.º | Olav Kooij          | Jumbo-Visma           | + 1 s           |
| 4.º | Samuel Welsford     | Team DSM              | + 4 s           |
| 5.º | Cees Bol            | Astana Qazaqstan Team | + 6 s           |
| 6.º | Tim Van Dijke       | Jumbo-Visma           | + 15 s          |
| 7.º | Joren Bloem         | TDT-Unibet            | + 20 s          |
| 8.º | Robbe Ghys          | Alpecin-Deceuninck    | + 22 s          |
| 9.º | Hartthijs de Vries  | TDT-Unibet            | + 22 s          |
| 10.º | Mark Cavendish      | Astana Qazaqstan Team | + 23 s          |

### 2.ª etapa
| Schijndel - Buchten | etapa llana | (184,1 km) |

| \| Clasificación de la etapa \| Clasificación de la etapa \| Clasificación de la etapa \| Clasificación de la etapa \| Clasificación de la etapa \| \| Ciclista \| Ciclista \| Equipo \| Tiempo \| \| \| ------------------------- \| ------------------------- \| ---------------------------------- \| ------------------------- \| ------------------------- \| \| 1.º \| Jakub Mareczko \| Alpecin-Deceuninck \| 4 h 05 min 46 s \| \| \| 2.º \| Olav Kooij \| Jumbo-Visma \| + 0 s \| \| \| 3.º \| Robbe Ghys \| Alpecin-Deceuninck \| + 0 s \| \| \| 4.º \| Matteo Malucelli \| Bingoal WB \| + 0 s \| \| \| 5.º \| Arvid de Kleijn \| Tudor Pro Cycling Team \| + 0 s \| \| \| 6.º \| Jules Hesters \| Team Flanders-Baloise \| + 0 s \| \| \| 7.º \| Manuel Peñalver \| Burgos-BH \| + 0 s \| \| \| 8.º \| Matteo Moschetti \| Q36.5 Pro Cycling Team \| + 0 s \| \| \| 9.º \| Jesper Rasch \| À Bloc CT \| + 0 s \| \| \| 10.º \| Filippo Fiorelli \| Green Project-Bardiani CSF-Faizanè \| + 0 s \| \| |                  |                                    |                 |
| |                  |                                    |                 |
| Fuente: ProCyclingStats |                  |                                    |                 |
| Clasificación de la etapa |                  |                                    |                 |
| Ciclista | Ciclista         | Equipo                             | Tiempo          |
| 1.º | Jakub Mareczko   | Alpecin-Deceuninck                 | 4 h 05 min 46 s |
| 2.º | Olav Kooij       | Jumbo-Visma                        | + 0 s           |
| 3.º | Robbe Ghys       | Alpecin-Deceuninck                 | + 0 s           |
| 4.º | Matteo Malucelli | Bingoal WB                         | + 0 s           |
| 5.º | Arvid de Kleijn  | Tudor Pro Cycling Team             | + 0 s           |
| 6.º | Jules Hesters    | Team Flanders-Baloise              | + 0 s           |
| 7.º | Manuel Peñalver  | Burgos-BH                          | + 0 s           |
| 8.º | Matteo Moschetti | Q36.5 Pro Cycling Team             | + 0 s           |
| 9.º | Jesper Rasch     | À Bloc CT                          | + 0 s           |
| 10.º | Filippo Fiorelli | Green Project-Bardiani CSF-Faizanè | + 0 s           |

| \| Clasificación general \| Clasificación general \| Clasificación general \| Clasificación general \| Clasificación general \| \| Ciclista \| Ciclista \| Equipo \| Tiempo \| \| \| --------------------- \| --------------------- \| --------------------- \| --------------------- \| --------------------- \| \| 1.º \| Olav Kooij \| Jumbo-Visma \| 8 h 35 min 06 s \| \| \| 2.º \| Nils Eekhoff \| Team DSM \| + 5 s \| \| \| 3.º \| Alexander Edmondson \| Team DSM \| + 6 s \| \| \| 4.º \| Samuel Welsford \| Team DSM \| + 9 s \| \| \| 5.º \| Cees Bol \| Astana Qazaqstan Team \| + 11 s \| \| \| 6.º \| Tim Van Dijke \| Jumbo-Visma \| + 20 s \| \| \| 7.º \| Hartthijs de Vries \| TDT-Unibet \| + 21 s \| \| \| 8.º \| Robbe Ghys \| Alpecin-Deceuninck \| + 23 s \| \| \| 9.º \| Joren Bloem \| TDT-Unibet \| + 25 s \| \| \| 10.º \| Mark Cavendish \| Astana Qazaqstan Team \| + 28 s \| \| |                     |                       |                 |
| |                     |                       |                 |
| Fuente: ProCyclingStats |                     |                       |                 |
| Clasificación general |                     |                       |                 |
| Ciclista | Ciclista            | Equipo                | Tiempo          |
| 1.º | Olav Kooij          | Jumbo-Visma           | 8 h 35 min 06 s |
| 2.º | Nils Eekhoff        | Team DSM              | + 5 s           |
| 3.º | Alexander Edmondson | Team DSM              | + 6 s           |
| 4.º | Samuel Welsford     | Team DSM              | + 9 s           |
| 5.º | Cees Bol            | Astana Qazaqstan Team | + 11 s          |
| 6.º | Tim Van Dijke       | Jumbo-Visma           | + 20 s          |
| 7.º | Hartthijs de Vries  | TDT-Unibet            | + 21 s          |
| 8.º | Robbe Ghys          | Alpecin-Deceuninck    | + 23 s          |
| 9.º | Joren Bloem         | TDT-Unibet            | + 25 s          |
| 10.º | Mark Cavendish      | Astana Qazaqstan Team | + 28 s          |

### 3.ª etapa
| Roosendaal - Roosendaal | etapa llana | (194,1 km) |

| \| Clasificación de la etapa \| Clasificación de la etapa \| Clasificación de la etapa \| Clasificación de la etapa \| Clasificación de la etapa \| \| Ciclista \| Ciclista \| Equipo \| Tiempo \| \| \| ------------------------- \| ------------------------- \| ---------------------------------- \| ------------------------- \| ------------------------- \| \| 1.º \| Arvid de Kleijn \| Tudor Pro Cycling Team \| 4 h 16 min 35 s \| \| \| 2.º \| Jakub Mareczko \| Alpecin-Deceuninck \| + 0 s \| \| \| 3.º \| Matteo Moschetti \| Q36.5 Pro Cycling Team \| + 0 s \| \| \| 4.º \| Matteo Malucelli \| Bingoal WB \| + 0 s \| \| \| 5.º \| Jules Hesters \| Team Flanders-Baloise \| + 0 s \| \| \| 6.º \| Enrico Zanoncello \| Green Project-Bardiani CSF-Faizanè \| + 0 s \| \| \| 7.º \| Giovanni Lonardi \| Eolo-Kometa \| + 0 s \| \| \| 8.º \| Filippo Fiorelli \| Green Project-Bardiani CSF-Faizanè \| + 0 s \| \| \| 9.º \| Alexander Edmondson \| Team DSM \| + 0 s \| \| \| 10.º \| Mārtiņš Pluto \| À Bloc CT \| + 0 s \| \| |                     |                                    |                 |
| |                     |                                    |                 |
| Fuente: ProCyclingStats |                     |                                    |                 |
| Clasificación de la etapa |                     |                                    |                 |
| Ciclista | Ciclista            | Equipo                             | Tiempo          |
| 1.º | Arvid de Kleijn     | Tudor Pro Cycling Team             | 4 h 16 min 35 s |
| 2.º | Jakub Mareczko      | Alpecin-Deceuninck                 | + 0 s           |
| 3.º | Matteo Moschetti    | Q36.5 Pro Cycling Team             | + 0 s           |
| 4.º | Matteo Malucelli    | Bingoal WB                         | + 0 s           |
| 5.º | Jules Hesters       | Team Flanders-Baloise              | + 0 s           |
| 6.º | Enrico Zanoncello   | Green Project-Bardiani CSF-Faizanè | + 0 s           |
| 7.º | Giovanni Lonardi    | Eolo-Kometa                        | + 0 s           |
| 8.º | Filippo Fiorelli    | Green Project-Bardiani CSF-Faizanè | + 0 s           |
| 9.º | Alexander Edmondson | Team DSM                           | + 0 s           |
| 10.º | Mārtiņš Pluto       | À Bloc CT                          | + 0 s           |

| \| Clasificación general \| Clasificación general \| Clasificación general \| Clasificación general \| Clasificación general \| \| Ciclista \| Ciclista \| Equipo \| Tiempo \| \| \| --------------------- \| --------------------- \| --------------------- \| --------------------- \| --------------------- \| \| 1.º \| Olav Kooij \| Jumbo-Visma \| 12 h 51 min 41 s \| \| \| 2.º \| Nils Eekhoff \| Team DSM \| + 5 s \| \| \| 3.º \| Alexander Edmondson \| Team DSM \| + 6 s \| \| \| 4.º \| Samuel Welsford \| Team DSM \| + 9 s \| \| \| 5.º \| Cees Bol \| Astana Qazaqstan Team \| + 11 s \| \| \| 6.º \| Tim Van Dijke \| Jumbo-Visma \| + 20 s \| \| \| 7.º \| Hartthijs de Vries \| TDT-Unibet \| + 21 s \| \| \| 8.º \| Robbe Ghys \| Alpecin-Deceuninck \| + 23 s \| \| \| 9.º \| Joren Bloem \| TDT-Unibet \| + 25 s \| \| \| 10.º \| Mark Cavendish \| Astana Qazaqstan Team \| + 28 s \| \| |                     |                       |                  |
| |                     |                       |                  |
| Fuente: ProCyclingStats |                     |                       |                  |
| Clasificación general |                     |                       |                  |
| Ciclista | Ciclista            | Equipo                | Tiempo           |
| 1.º | Olav Kooij          | Jumbo-Visma           | 12 h 51 min 41 s |
| 2.º | Nils Eekhoff        | Team DSM              | + 5 s            |
| 3.º | Alexander Edmondson | Team DSM              | + 6 s            |
| 4.º | Samuel Welsford     | Team DSM              | + 9 s            |
| 5.º | Cees Bol            | Astana Qazaqstan Team | + 11 s           |
| 6.º | Tim Van Dijke       | Jumbo-Visma           | + 20 s           |
| 7.º | Hartthijs de Vries  | TDT-Unibet            | + 21 s           |
| 8.º | Robbe Ghys          | Alpecin-Deceuninck    | + 23 s           |
| 9.º | Joren Bloem         | TDT-Unibet            | + 25 s           |
| 10.º | Mark Cavendish      | Astana Qazaqstan Team | + 28 s           |

### 4.ª etapa
| Oosterhout - Oosterhout | etapa llana | (158,5 km) |

| \| Clasificación de la etapa \| Clasificación de la etapa \| Clasificación de la etapa \| Clasificación de la etapa \| Clasificación de la etapa \| \| Ciclista \| Ciclista \| Equipo \| Tiempo \| \| \| ------------------------- \| ------------------------- \| ---------------------------------- \| ------------------------- \| ------------------------- \| \| 1.º \| Olav Kooij \| Jumbo-Visma \| 3 h 27 min 06 s \| \| \| 2.º \| Samuel Welsford \| Team DSM \| + 0 s \| \| \| 3.º \| Jakub Mareczko \| Alpecin-Deceuninck \| + 0 s \| \| \| 4.º \| Arvid de Kleijn \| Tudor Pro Cycling Team \| + 0 s \| \| \| 5.º \| Yoeri Havik \| BEAT Cycling Club \| + 0 s \| \| \| 6.º \| Matteo Malucelli \| Bingoal WB \| + 0 s \| \| \| 7.º \| Jules Hesters \| Team Flanders-Baloise \| + 0 s \| \| \| 8.º \| Giovanni Lonardi \| Eolo-Kometa \| + 0 s \| \| \| 9.º \| Manuel Peñalver \| Burgos-BH \| + 0 s \| \| \| 10.º \| Filippo Fiorelli \| Green Project-Bardiani CSF-Faizanè \| + 0 s \| \| |                  |                                    |                 |
| |                  |                                    |                 |
| Fuente: ProCyclingStats |                  |                                    |                 |
| Clasificación de la etapa |                  |                                    |                 |
| Ciclista | Ciclista         | Equipo                             | Tiempo          |
| 1.º | Olav Kooij       | Jumbo-Visma                        | 3 h 27 min 06 s |
| 2.º | Samuel Welsford  | Team DSM                           | + 0 s           |
| 3.º | Jakub Mareczko   | Alpecin-Deceuninck                 | + 0 s           |
| 4.º | Arvid de Kleijn  | Tudor Pro Cycling Team             | + 0 s           |
| 5.º | Yoeri Havik      | BEAT Cycling Club                  | + 0 s           |
| 6.º | Matteo Malucelli | Bingoal WB                         | + 0 s           |
| 7.º | Jules Hesters    | Team Flanders-Baloise              | + 0 s           |
| 8.º | Giovanni Lonardi | Eolo-Kometa                        | + 0 s           |
| 9.º | Manuel Peñalver  | Burgos-BH                          | + 0 s           |
| 10.º | Filippo Fiorelli | Green Project-Bardiani CSF-Faizanè | + 0 s           |

## Clasificaciones finales
- Las clasificaciones finalizaron de la siguiente forma:[2]

### Clasificación general
| \| Clasificación general \| Clasificación general \| Clasificación general \| Clasificación general \| Clasificación general \| \| Ciclista \| Ciclista \| Equipo \| Tiempo \| \| \| --------------------- \| --------------------- \| --------------------- \| --------------------- \| --------------------- \| \| 1.º \| Olav Kooij \| Jumbo-Visma \| 16 h 18 min 37 s \| \| \| 2.º \| Samuel Welsford \| Team DSM \| + 13 s \| \| \| 3.º \| Nils Eekhoff \| Team DSM \| + 15 s \| \| \| 4.º \| Alexander Edmondson \| Team DSM \| + 16 s \| \| \| 5.º \| Cees Bol \| Astana Qazaqstan Team \| + 21 s \| \| \| 6.º \| Tim Van Dijke \| Jumbo-Visma \| + 30 s \| \| \| 7.º \| Robbe Ghys \| Alpecin-Deceuninck \| + 33 s \| \| \| 8.º \| Joren Bloem \| TDT-Unibet \| + 35 s \| \| \| 9.º \| Mark Cavendish \| Astana Qazaqstan Team \| + 38 s \| \| \| 10.º \| Hartthijs de Vries \| TDT-Unibet \| + 41 s \| \| |                     |                       |                  |
| |                     |                       |                  |
| Fuente: ProCyclingStats |                     |                       |                  |
| Clasificación general |                     |                       |                  |
| Ciclista | Ciclista            | Equipo                | Tiempo           |
| 1.º | Olav Kooij          | Jumbo-Visma           | 16 h 18 min 37 s |
| 2.º | Samuel Welsford     | Team DSM              | + 13 s           |
| 3.º | Nils Eekhoff        | Team DSM              | + 15 s           |
| 4.º | Alexander Edmondson | Team DSM              | + 16 s           |
| 5.º | Cees Bol            | Astana Qazaqstan Team | + 21 s           |
| 6.º | Tim Van Dijke       | Jumbo-Visma           | + 30 s           |
| 7.º | Robbe Ghys          | Alpecin-Deceuninck    | + 33 s           |
| 8.º | Joren Bloem         | TDT-Unibet            | + 35 s           |
| 9.º | Mark Cavendish      | Astana Qazaqstan Team | + 38 s           |
| 10.º | Hartthijs de Vries  | TDT-Unibet            | + 41 s           |

### Clasificación de los puntos
| Clasificación por puntos | Clasificación por puntos | Clasificación por puntos | Clasificación por puntos | Clasificación por puntos |
| Ciclista                 | Ciclista                 | Equipo                   | Puntos                   |                          |
| ------------------------ | ------------------------ | ------------------------ | ------------------------ | ------------------------ |
| 1.º                      | Olav Kooij               | Jumbo-Visma              | 39 pts                   |                          |
| 2.º                      | Jakub Mareczko           | Alpecin-Deceuninck       | 37 pts                   |                          |
| 3.º                      | Arvid de Kleijn          | Tudor Pro Cycling Team   | 33 pts                   |                          |
| 4.º                      | Matteo Malucelli         | Bingoal WB               | 24 pts                   |                          |
| 5.º                      | Samuel Welsford          | Team DSM                 | 23 pts                   |                          |
| 6.º                      | Jules Hesters            | Team Flanders-Baloise    | 15 pts                   |                          |
| 7.º                      | Nils Eekhoff             | Team DSM                 | 15 pts                   |                          |
| 8.º                      | Yentl Vandevelde         | TDT-Unibet               | 15 pts                   |                          |
| 9.º                      | Alexander Edmondson      | Team DSM                 | 14 pts                   |                          |
| 10.º                     | Matteo Moschetti         | Q36.5 Pro Cycling Team   | 13 pts                   |                          |

### Clasificación de los jóvenes
| Clasificación del mejor joven | Clasificación del mejor joven | Clasificación del mejor joven      | Clasificación del mejor joven | Clasificación del mejor joven |
| Ciclista                      | Ciclista                      | Equipo                             | Tiempo                        |                               |
| ----------------------------- | ----------------------------- | ---------------------------------- | ----------------------------- | ----------------------------- |
| 1.º                           | Olav Kooij                    | Jumbo-Visma                        | 16 h 18 min 37 s              |                               |
| 2.º                           | Tobias Lund Andresen          | Team DSM                           | + 1 min 11 s                  |                               |
| 3.º                           | Tobias Hansen                 | Leopard TOGT Pro Cycling           | + 1 min 48 s                  |                               |
| 4.º                           | Lars Hohmann                  | Metec-Solarwatt p/b Mantel         | + 1 min 53 s                  |                               |
| 5.º                           | Milan Fretin                  | Team Flanders-Baloise              | + 2 min 55 s                  |                               |
| 6.º                           | Iker Bonillo                  | Green Project-Bardiani CSF-Faizanè | + 7 min 47 s                  |                               |
| 7.º                           | Javier Serrano                | Eolo-Kometa                        | + 8 min 42 s                  |                               |
| 8.º                           | Mike Bronswijk                | Allinq Continental Cycling Team    | + 10 min 14 s                 |                               |
| 9.º                           | Noah Vandenbranden            | Team Flanders-Baloise              | + 10 min 56 s                 |                               |
| 10.º                          | Thibaut Bernard               | Bingoal WB Devo Team               | + 11 min 02 s                 |                               |

### Clasificación por equipos
| Clasificación por equipos | Clasificación por equipos | Clasificación por equipos | Clasificación por equipos |
| Equipo                    | Equipo                    | Tiempo                    |                           |
| ------------------------- | ------------------------- | ------------------------- | ------------------------- |
| 1.º                       | Team DSM                  | 48 h 56 min 41 s          |                           |
| 2.º                       | TDT-Unibet                | + 1 min 21 s              |                           |
| 3.º                       | Alpecin-Deceuninck        | + 1 min 26 s              |                           |
| 4.º                       | Tudor Pro Cycling Team    | + 1 min 27 s              |                           |
| 5.º                       | Jumbo-Visma               | + 1 min 35 s              |                           |
| 6.º                       | Team Flanders-Baloise     | + 2 min 16 s              |                           |
| 7.º                       | Beat Cycling Club         | + 2 min 19 s              |                           |
| 8.º                       | Eolo-Kometa               | + 2 min 42 s              |                           |
| 9.º                       | Bingoal WB                | + 2 min 46 s              |                           |
| 10.º                      | Q36.5 Pro Cycling Team    | + 2 min 53 s              |                           |

## Evolución de las clasificaciones
| Etapa                   |                         | Ganador _        | Clasificación general | Puntos         | Jóvenes    | Equipo _ |
| ----------------------- | ----------------------- | ---------------- | --------------------- | -------------- | ---------- | -------- |
| Prólogo                 | contrarreloj individual | Nils Eekhoff     | Nils Eekhoff          | Nils Eekhoff   | Olav Kooij | Team DSM |
| 1.ª etapa               | etapa llana             | Yentl Vandevelde | Nils Eekhoff          | Nils Eekhoff   | Olav Kooij | Team DSM |
| 2.ª etapa               | etapa llana             | Jakub Mareczko   | Olav Kooij            | Olav Kooij     | Olav Kooij | Team DSM |
| 3.ª etapa               | etapa llana             | Arvid de Kleijn  | Olav Kooij            | Jakub Mareczko | Olav Kooij | Team DSM |
| 4.ª etapa               | etapa llana             | Olav Kooij       | Olav Kooij            | Olav Kooij     | Olav Kooij | Team DSM |
| Clasificaciones finales | Clasificaciones finales |                  | Olav Kooij            | Olav Kooij     | Olav Kooij | Team DSM |

## UCI World Ranking
El ZLM Tour otorgó puntos para el UCI World Ranking para corredores de los equipos en las categorías UCI WorldTeam, UCI ProTeam y Continental. Las siguientes tablas son el baremo de puntuación y los diez corredores que obtuvieron más puntos:
| Posición              | 1.º | 2.º | 3.º | 4.º | 5.º | 6.º | 7.º | 8.º | 9.º | 10.º | 11.º | 12.º | 13.º | 14.º | 15.º | 16.º-30.º | 31.º-40.º |
| Clasificación general | 200 | 150 | 125 | 100 | 85  | 70  | 60  | 50  | 40  | 35   | 30   | 25   | 20   | 15   | 10   | 5         | 3         |
| Por etapa             | 20  | 10  | 5   |     |     |     |     |     |     |      |      |      |      |      |      |           |           |
| Líder                 | 5   |     |     |     |     |     |     |     |     |      |      |      |      |      |      |           |           |

| Clasificación |                     |                       |         |       |       |       |
| Posición      | Ciclista            | Equipo                | General | Etapa | Líder | Total |
| ------------- | ------------------- | --------------------- | ------- | ----- | ----- | ----- |
| 1.º           | Olav Kooij          | Jumbo-Visma           | 200     | 45    | 10    | 255   |
| 2.º           | Samuel Welsford     | DSM                   | 150     | 18    | -     | 168   |
| 3.º           | Nils Eekhoff        | DSM                   | 125     | 20    | 10    | 155   |
| 4.º           | Alexander Edmondson | DSM                   | 100     | 15    | -     | 115   |
| 5.º           | Cees Bol            | Astana Qazaqstan Team | 85      | -     | -     | 85    |
| 6.º           | Tim van Dijke       | Jumbo-Visma           | 70      | -     | -     | 70    |
| 6.º           | Robbe Ghys          | Alpecin-Deceuninck    | 60      | 10    | -     | 70    |
| 8.º           | Arvid de Kleijn     | Tudor                 | 25      | 28    | -     | 53    |
| 9.º           | Joren Bloem         | TDT-Unibet            | 50      | -     | -     | 50    |
| 10.º          | Jakub Mareczko      | Alpecin-Deceuninck    | -       | 45    | -     | 45    |